# 충청북도 부지사
충청북도 부지사(忠淸北道 副知事)는 충청북도지사를 보좌하여 충청북도청의 사무를 관장하는 고위공무원이다.
행정부지사와 정무부지사 2인을 두며, 행정부지사는 국가직 가급 상당의 고위공무원으로, 정무부지사는 지방관리관으로 보한다.
충청북도지사의 사고시 행정부지사와 정무부지사의 순으로 그 직무를 대행한다.

## 현직 부지사
- 행정부지사: 이동옥
- 정무부지사: 김수민

## 역대 부지사

### 충청북도 부지사
| 대수 | 이름           | 임기                             | 비고                                        |
| ---- | -------------- | -------------------------------- | ------------------------------------------- |
| 1대  | 최창홍(崔昌弘) | 1945년 8월 16일 ~ 1945년 9월 2일 | 조선총독부 충청북도 참여관 및 광업국장 겸직 |

### 충청북도 민정관
| 대수 | 이름                                      | 임기                              | 비고 |
| ---- | ----------------------------------------- | --------------------------------- | ---- |
| 1대  | 구연직(具然直)                            | 1945년 9월 2일 ~ 1946년 5월 9일   |      |
| 2대  | 로널드 에디슨 머피 (Roland Edison Murphy) | 1946년 5월 10일 ~ 1947년 8월 29일 |      |

### 충청북도 부지사
| 대수     | 이름            | 임기                                |
| -------- | --------------- | ----------------------------------- |
| 1대      | 이중헌(李重憲)  | 1964년 1월 11일 ~ 1966년 4월 13일   |
| 직무대리 | 권용식(權容湜)  | 1966년 4월 14일 ~ 1966년 11월 14일  |
| 2대      | 권용식(權容湜)  | 1966년 11월 15일 ~ 1967년 8월 21일  |
| 직무대리 | 백태신 (白台信) | 1967년 8월 22일 ~ 1967년 9월 4일    |
| 3대      | 백태신 (白台信) | 1967년 9월 5일 ~ 1970년 7월 19일    |
| 4대      | 안갑준          | 1970년 7월 20일 ~ 1971년 8월 10일   |
| 5대      | 한정수          | 1971년 8월 11일 ~ 1972년 7월 15일   |
| 6대      | 강수성          | 1972년 7월 16일 ~ 1973년 7월 8일    |
| 직무대리 | 김재연(金在淵)  | 1973년 8월 8일 ~ 1974년 12월 2일    |
| 7대      | 김재연(金在淵)  | 1973년 12월 3일 ~ 1974년 11월 12일  |
| 8대      | 정채진(鄭埰鎭)  | 1974년 11월 13일 ~ 1975년 11월 12일 |
| 9대      | 정규남          | 1975년 11월 13일 ~ 1976년 7월 24일  |
| 10대     | 최재영(崔在榮)  | 1976년 7월 25일 ~ 1978년 2월 17일   |
| 11대     | 장병구          | 1978년 2월 18일 ~ 1978년 8월 1일    |
| 12대     | 김양홍          | 1978년 8월 2일 ~ 1980년 8월 17일    |
| 13대     | 이효계          | 1980년 8월 20일 ~ 1981년 12월 3일   |
| 14대     | 황귀암(黃貴岩)  | 1981년 12월 4일 ~ 1982년 12월 27일  |
| 15대     | 이봉학          | 1982년 12월 28일 ~ 1983년 12월 26일 |
| 16대     | 박성달          | 1983년 12월 27일 ~ 1986년 2월 23일  |
| 17대     | 권희택(權熙澤)  | 1986년 3월 8일 ~ 1987년 2월 23일    |
| 직무대리 | 성기방(成耆昉)  | 1987년 2월 14일 ~ 1987년 2월 28일   |
| 18대     | 성기방(成耆昉)  | 1987년 3월 1일 ~ 1988년 6월 3일     |
| 19대     | 조남성(趙南星)  | 1988년 6월 4일 ~ 1989년 12월 26일   |
| 20대     | 홍순기          | 1989년 12월 27일 ~ 1993년 3월 15일  |
| 21대     | 석영철(石泳哲)  | 1993년 3월 16일 ~ 1994년 9월 26일   |
| 22대     | 장의진(張義鎭)  | 1994년 10월 1일 ~ 1994년 12월 31일  |
| 23대     | 나기정(羅基正)  | 1995년 1월 1일 ~ 1995년 6월 30일    |

### 충청북도 행정부지사
| 대수     | 이름            | 임기                               |
| -------- | --------------- | ---------------------------------- |
| 1대      | 나기정 (羅基正) | 1995년 7월 1일 ~ 1997년 4월 30일   |
| 2대      | 구돈회 (具惇會) | 1997년 5월 17일 ~ 1997년 10월 10일 |
| 3대      | 한대수 (韓大洙) | 1997년 10월 20일 ~ 1999년 11월 2일 |
| 4대      | 유의재 (兪義在) | 1999년 11월 3일 ~ 2002년 7월 14일  |
| 5대      | 안재헌 (安載憲) | 2002년 7월 15일 ~ 2003년 3월 2일   |
| 6대      | 김영호          | 2003년 3월 6일 ~ 2005년 4월 24일   |
| 직무대리 | 이재충 (李在忠) | 2005년 4월 25일 ~ 2006년 3월 5일   |
| 7대      | 이재충 (李在忠) | 2006년 3월 6일 ~ 2007년 9월 30일   |
| 8대      | 이종배 (李鍾培) | 2007년 10월 1일 ~ 2009년 3월 11일  |
| 9대      | 박경배 (朴炅培) | 2009년 3월 12일 ~ 2010년 9월 12일  |
| 10대     | 박경국 (朴景國) | 2010년 9월13일 ~ 2012년 11월 25일  |
| 11대     | 신진선 (辛鎭善) | 2012년 11월 26일 ~ 2014년 3월 18일 |
| 12대     | 정정순 (鄭正淳) | 2014년 3월 19일 ~ 2015년 6월 12일  |
| 13대     | 박제국 (朴堤國) | 2015년 6월 15일 ~ 2016년 6월 19일  |
| 14대     | 고규창 (高圭倉) | 2016년 6월 20일 ~ 2018년 7월 30일  |
| 15대     | 한창섭 (韓唱燮) | 2018년 7월 31일 ~ 2019년 12월 15일 |
| 16대     | 김장회 (金璋會) | 2019년 12월 16일 ~ 2021년 4월 30일 |
| 17대     | 서승우 (徐承佑) | 2021년 5월 1일 ~ 2022년 5월 9일    |
| 직무대리 | 신용식          | 2022년 5월 10일 ~ 2022년 7월 24일  |
| 18대     | 이우종 (李雨鍾) | 2022년 7월 25일 ~ 2023년 7월 28일  |
| 직무대리 | -               | 2023년 7월 29일 ~ 2023년 9월 3일   |
| 19대     | 정선용 (鄭善溶) | 2023년 9월 4일 ~ 2024년 12월 31일  |
| 직무대리 | -               | 2025년 1월 1일 ~ 2025년 3월 6일    |
| 20대     | 이동옥 (李東沃) | 2025년 3월 7일 ~                   |

### 충청북도 정무부지사
| 대수     | 이름            | 임기                                |
| -------- | --------------- | ----------------------------------- |
| 직무대리 | 김광홍 (金光弘) | 1995년 7월 1일 ~ 1995년 11월 27일   |
| 1대      | 김광홍 (金光弘) | 1995년 11월 28일 ~ 1998년 1월 13일  |
| 2대      | 조성훈 (趙誠勳) | 1998년 1월 14일 ~ 1998년 3월 7일    |
| 직무대리 | 조영창 (趙永昌) | 1998년 3월 8일 ~ 1998년 3월 12일    |
| 3대      | 김영회          | 1998년 3월 13일 ~ 1998년 6월 30일   |
| 4대      | 조영창 (趙永昌) | 1998년 7월 9일 ~ 2001년 6월 30일    |
| 5대      | 남상택          | 2001년 7월 4일 ~ 2003년 12월 3일    |
| 6대      | 한범덕 (韓凡悳) | 2003년 12월 3일 ~ 2006년 1월 25일   |
| 직무대리 | 박경국 (朴景國) | 2006년 1월 26일 ~ 2006년 6월 26일   |
| 서리     | 노화욱 (盧和旭) | 2006년 6월 27일 ~ 2006년 7월 9일    |
| 7대      | 노화욱 (盧和旭) | 2006년 7월 10일 ~ 2008년 5월 30일   |
| 8대      | 이승훈          | 2008년 6월 2일 ~ 2010년 6월 29일    |
| 9대      | 김종록 (金鍾錄) | 2010년 7월 8일 ~ 2011년 9월 15일    |
| 10대     | 서덕모          | 2011년 9월 21일 ~ 2012년 11월 22일  |
| 11대     | 설문식          | 2012년 11월 23일 ~ 2012년 12월 27일 |

### 충청북도 경제부지사
| 대수 | 이름   | 임기                               |
| ---- | ------ | ---------------------------------- |
| 1대  | 설문식 | 2012년 12월 28일 ~ 2014년 6월 30일 |

### 충청북도 정무부지사
| 대수 | 이름   | 임기                               |
| ---- | ------ | ---------------------------------- |
| 1대  | 설문식 | 2014년 7월 1일 ~ 2017년 11월 5일   |
| 2대  | 이장섭 | 2017년 11월 7일 ~ 2019년 12월 27일 |

### 충청북도 경제부지사
| 대수 | 이름   | 임기                               |
| ---- | ------ | ---------------------------------- |
| 2대  | 성일홍 | 2019년 12월 27일 ~ 2022년 8월 31일 |
| 3대  | 김명규 | 2022년 9월 1일 ~ 2024년 9월 1일    |

### 충청북도 정무부지사
| 대수 | 이름   | 임기             |
| ---- | ------ | ---------------- |
| 1대  | 김수민 | 2024년 9월 2일 ~ |